# Atlético Mexiquense
L'Atlético Mexiquense, è stata una società calcistica messicana fondata nel 1997. Era il club di riserva del Toluca. Giocava le partite interne nello Stadio Nemesio Díez di Toluca (29 700 posti).

## Rosa 2008-2009
| N. |                    | Ruolo | Calciatore                      |
| -- | ------------------ | ----- | ------------------------------- |
| 4  | Messico (bandiera) | D     | Miguel Almazán                  |
| 17 | Messico (bandiera) | D     | José Antonio Olvera             |
| 21 | Messico (bandiera) | C     | Diego de la Torre               |
| 23 | Messico (bandiera) | D     | Jonathan Arias                  |
| 24 | Messico (bandiera) | D     | José Manuel Cruzalta (capitano) |
| 26 | Ecuador (bandiera) | A     | Miler David Castillo            |
| 30 | Messico (bandiera) | P     | Miguel Centeno                  |
| 32 | Messico (bandiera) | D     | Juan Osuna                      |
| 34 | Messico (bandiera) | D     | José Diego Meza                 |
| 35 | Messico (bandiera) | D     | Néstor Casillas                 |
| 36 | Messico (bandiera) | A     | Alonso Granados                 |
| 39 | Messico (bandiera) | D     | José García                     |
| 40 | Messico (bandiera) | C     | Juan Jose Calderón              |
| 45 | Messico (bandiera) | C     | Carlos Alberto Galeana          |
| 46 | Messico (bandiera) | C     | Miguel Bello                    |
| 51 | Messico (bandiera) | D     | Francisco Gamboa                |
| 56 | Messico (bandiera) | C     | Josué Manuel Parra              |

| N.  |                    | Ruolo | Calciatore                |
| --- | ------------------ | ----- | ------------------------- |
| 58  | Messico (bandiera) | C     | Erbín Trejo               |
| 59  | Messico (bandiera) | A     | Raúl Nava                 |
| 63  | Messico (bandiera) | A     | Ricardo Gutiérrez         |
| 65  | Messico (bandiera) | D     | Alvaro de la Torre        |
| 68  | Messico (bandiera) | C     | Josué Castillejos         |
| 70  | Messico (bandiera) | A     | Manuel Alejandro Zárate   |
| 72  | Messico (bandiera) | P     | Sergio Arturo Pérez       |
| 74  | Messico (bandiera) | D     | Francisco Vidal Franco    |
| 75  | Messico (bandiera) | C     | Néstor Calderón           |
| 79  | Messico (bandiera) | A     | Arturo Tapia              |
| 83  | Messico (bandiera) | D     | Víctor Hernández          |
| 87  | Messico (bandiera) | C     | Francisco Javier González |
| 88  | Messico (bandiera) | C     | Eduardo Arce              |
| 92  | Messico (bandiera) | D     | Giovanni Marín            |
| 101 | Messico (bandiera) | P     | Eduardo Millán            |